# Gigi Perreau
Gigi Perreau (6 de febrer de 1941) és una actriu nord-americana.

## Primers anys
Era la filla del francès Robert Perreau-Saussine i Eleanor Child Perreau-Saussine, va néixer anomenada Ghislaine Elizabeth Marie Thérèse Perreau-Saussine.

## Carrera
Perreau va aconseguir l'èxit com a actriu infantil en diverses pel·lícules i va entrar al negoci gairebé per accident. El seu germà gran, Gerald, estava interpretant el personatge que fa de fill a l'obra de Madame Curie (1943). Com que la seva mare no va trobar un cangur, va portar també a la Gigi juntament amb el germà. La jove, que podia parlar francès, va obtenir la part (no acreditada) de la filla de Madame Curie, l'Ève (mentre que Gerald hauria d'esperar un any per debutar al seu film a Passage to Marseille).
També va interpretar a la filla dels personatges interpretats per Claude Rains i Bette Davis a la pel·lícula del 1944, Mr. Skeffington. A Shadow on the Wall (1950), va protagonitzar l'únic testimoni d'un assassinat. Com a "actriu principal de pel·lícules infantils per a 1951", li va donar al seu alcalde, i després governador de Pennsilvània, David L. Lawrence, les claus de la ciutat de Pittsburgh després de David L. Lawrence. Va ser la persona més jove que va tenir tal honor. Perreau també va interpretar a la filla adolescent rebel de Fredric March, al 1956, a The Man in the Gray Flannel Trait. No obstant això, la seva carrera cinematogràfica va perdre impuls en esdevenir adulta, per la qual cosa va passar a la televisió.
L'any 1959, va interpretar a una amiga del personatge Mary Stone (Shelley Fabares) a l'obra The Donna Reed Show de l'American Broadcasting Company (ABC), i va tenir un paper de suport a la sit-com The Betty Hutton Show de la CBS, amb el seu germà Gerald. Al 1960, Perreau i Robert Harland van actuar com a Sara Lou i Lin Proctor, una jove parella provinents de l'est que han fugit i es dirigeixen cap a l'oest, a la sèrie western d'ABC: Stagecoach West amb Wayne Rogers i Robert Bray [episodi "The Land Beyond" (S1: E2)]. També al 1960, Perreau va protagonitzar a Julie Staunton a l'episodi "Flight from Terror" de la sèrie d'aventures d'ABC: The Islanders, ambientada al Pacífic Sud. També va aparèixer a dos episodis, "Don Gringo" (1960) i "The Promise" (1961), de la sèrie western de Nick Adams: The Rebel. De la mateixa manera, al 1961, va interpretar a Mary Bettelheim a l'episodi "La dotzena hora" del drama de televisió ABC/Warner Brothers, el drama: The Roaring 20s. Va ser exercida en un paper recurrent a la sèrie Follow the Sun, d'ABC del 1961-62 com a secretària: Katherine Ann "Kathy" Richards, i també va ser protagonista de The Rifleman durant els anys 1960 i 1961. Alhora, va fer dues aparicions de convidats a Perry Mason: el 1958 com a personatge titular i acusada, anomenada Doris Bannister a "The Case of the Desperate Daughter" i al 1964 com la infermera Phyllis Clover a "The Case of the Sleepy Slayer". L'any 1964, també va protagonitzar a Lucy, una assetjadora casolana, en un episodi de Gunsmoke titulat "Chicken" [S10: E11]. Al 1970, en canvi, va aparèixer a The Brady Bunch ["The Undergraduate" (S1: E17)] com a professora de matemàtiques que es converteix en la víctima de l'amor platònic de Greg Brady, un dels seus estudiants.
Als anys 2000, va proporcionar la seva veu a les pel·lícules d'animació Fly Me to the Moon (2008), A Turtle's Tale: Sammy's Adventures (2010) i Crash: The Animated Movie (2017). Finalment, també va actuar a Time Again (2011).

## Afiliacions
Perreau és un exalumne de l'Immaculate Heart High School de Los Angeles i ha impartit classes de drama allà. A partir del 2010, és membre del consell d'administració de la Fundació Donna Reed per a les Arts Escèniques i de la Will Geer Theatricum Botanicum, com també és la vicepresidenta de l'Associació Drama Teachers of South California.
Va ser professora de dramatúrgia per a Meghan Markle. Va ser convidada a ITN al casament de Markle el 2018 i va ser reconeguda per ella en la multitud.

## Honors
El 8 de febrer de 1960, Perreau va ser guardonada amb una estrella al Passeig de la Fama de Hollywood pel seu treball a la televisió.
El 14 de març de 1998, va ser honorada per la Young Artist Foundation amb el seu antic premi Former Child Star "Lifetime Achievement" Award en reconeixement dels seus destacats èxits en la indústria de l'entreteniment com a actriu infantil.

## Vida personal
El germà gran de Perreau, en Gerald (nom artístic "Peter Miles") i, en menor mesura, les seves germanes menors Janine i Lauren, també van tenir un èxit al cinema i la televisió. Gigi i Janine van actuar com a germanes a la pantalla, a l'obra Week-End with Father (1951).

## Filmografia completa
| Any  | Títol                                           | Rol                                | Nota                    |
| ---- | ----------------------------------------------- | ---------------------------------- | ----------------------- |
| 1943 | Madame Curie                                    | Ève Curie                          | No acreditada           |
| 1944 | Two Girls and a Sailor                          | Jean, una nena                     | No acreditada           |
| 1944 | Mr. Skeffington                                 | Fanny als 2 anys                   | Com a Ghislaine Perreau |
| 1944 | The Seventh Cross                               | Annie Roeder                       | No acreditada           |
| 1944 | The Master Race                                 | Un nadó                            | Com a Ghislaine Perreau |
| 1944 | Dark Waters                                     | Noia                               | No acreditada           |
| 1945 | God Is My Co-Pilot                              | Robin Lee Scott                    | No acreditada           |
| 1945 | Voice of the Whistler                           | Bobbie                             |                         |
| 1945 | Iolanda i el lladre (Yolanda and the Thief)     | Gigi                               | Com a Ghislaine Perreau |
| 1946 | La vida íntima de Jody Norris (To Each His Own) | Virgie Ingham                      | No acreditada           |
| 1946 | High Barbaree                                   | Nancy de jove                      | No acreditada           |
| 1946 | Alias Mr. Twilight                              | Susan                              | Com a Gi-Gi Perreau     |
| 1947 | Song of Love                                    | Julie                              |                         |
| 1947 | Green Dolphin Street                            | Veronica                           |                         |
| 1948 | The Sainted Sisters                             | La noia Beasley                    | No acreditada           |
| 1948 | Enchantment                                     | Lark com a infant                  |                         |
| 1949 | Family Honeymoon                                | Zoe                                |                         |
| 1949 | Roseanna McCoy                                  | Allifair McCoy                     |                         |
| 1949 | Song of Surrender                               | Faith Beecham                      |                         |
| 1949 | My Foolish Heart                                | Ramona                             |                         |
| 1950 | Shadow on the Wall                              | Susan Starrling                    |                         |
| 1950 | Never a Dull Moment                             | Tina                               |                         |
| 1950 | For Heaven's Sake                               | Item                               |                         |
| 1951 | The Lady Pays Off                               | Diane Braddock                     |                         |
| 1951 | Reunion in Reno                                 | Margaret 'Maggie' Angeline Linaker |                         |
| 1951 | Week-End with Father                            | Anne Stubbs                        |                         |
| 1952 | Has Anybody Seen My Gal?                        | Roberta Blaisdell                  |                         |
| 1952 | Bonzo Goes to College                           | Betsy                              |                         |
| 1955 | There's Always Tomorrow                         | Ellen                              |                         |
| 1956 | The Man in the Gray Flannel Suit                | Susan Hopkins                      |                         |
| 1956 | Dance with Me, Henry                            | Shelley                            |                         |
| 1958 | The Cool and the Crazy                          | Amy                                |                         |
| 1958 | Wild Heritage                                   | 'Missouri' Breslin                 |                         |
| 1959 | Girls Town                                      | Serafina                           |                         |
| 1961 | Look in Any Window                              | Eileen Lowell                      |                         |
| 1961 | Tammy Tell Me True                              | Rita                               |                         |
| 1967 | Hell on Wheels                                  | Sue                                |                         |
| 1967 | Journey to the Center of Time                   | Karen White                        |                         |
| 1977 | High Seas Hijack                                | Patricia Haber                     | Versió anglesa          |
| 2008 | Porta'm a la lluna (Fly Me to the Moon)         | Amelia                             | Veu, no acreditada      |
| 2010 | A Turtle's Tale: Sammy's Adventures             | Whale                              | Veu                     |
| 2011 | Time Again                                      | Old Lady                           |                         |
| 2017 | Crash: The Animated Movie                       | Grandma Swift                      | Veu                     |